# Салмон, Шон
Шон Майкл Салмон (англ. Sean Michael Salmon; 11 сентября 1977, Милуоки) — американский боец смешанного стиля, представитель полутяжёлой весовой категории. Выступал на профессиональном уровне в период 2005—2013 годов, известен по участию в турнирах таких бойцовских организаций как UFC, Strikeforce, KOTC и др.

## Биография
Шон Салмон родился 11 сентября 1977 года в городе Милуоки, штат Висконсин. В старших классах школы начал серьёзно заниматься борьбой, выступал на различных детских и юношеских соревнованиях, в частности в дебютном сезоне одержал 20 побед и потерпел столько же поражений. Во втором сезоне значительно улучшил свои результаты, сделав рекорд 38-9, но затем вынужден был перейти в другую школу, и заканчивал обучение в другом штате — здесь выиграл 44 поединка и проиграл только лишь в одном, стал чемпионом штата в своей возрастной группе.
После окончания школы поступил в Университет штата Огайо, присоединился к университетской борцовской команде, выступал на многих студенческих соревнованиях, владел титулом чемпиона штата, входил в десятку сильнейших борцов страны. Ненадолго уходил из борьбы из-за слишком тяжёлой сгонки веса, но затем вернулся в команду в качестве помощника тренера и продолжил тренироваться. Окончив университет, в течение некоторого времени выступал как любитель в вольной борьбе, пытался пройти отбор на летние Олимпийские игры 2004 года в Афинах, но сделать этого не смог, на отборочном национальном турнире выступил не очень удачно.
Дебютировал в смешанных единоборствах на профессиональном уровне в ноябре 2005 года, победив своего первого соперника болевым приёмом в первом же раунде. Затем подписал контракт с бойцовской организацией King of the Cage и одержал здесь ещё две победы. Первое время дрался преимущественно на территории штата Огайо, выступал в таких промоушенах как HHCF, Fightfest, FFP, сделал серию из шести побед подряд. Первое в карьере поражение потерпел в июле 2006 года — в первом раунде поединка с Дэвидом Хитом попался на рычаг локтя и вынужден был сдаться. Затем добавил в актив ещё три выигранных боя.
Имея в послужном списке девять побед и только лишь одно поражение, в 2007 году Салмон привлёк к себе внимание крупнейшей бойцовской организации мира Ultimate Fighting Championship. В итоге провёл здесь два боя, и в обоих проиграл. В главном бою UFC Fight Night 8 встретился с победителем второго сезона реалити-шоу The Ultimate Fighter тяжеловесом Рашадом Эвансом — на второй минуте первого раунда Эванс нанёс точный удар ногой в голову и нокаутировал Салмона. Нокаут оказался настолько тяжёлым, что бойца пришлось выносить из клетки на носилках. Затем на UFC 71 должен был встретиться с Эриком Шафером, но тот травмировался во время тренировки, и новым соперником назначили Алана Белчера. Бой между ними не продлился более минуты, Белчер сделал захват «гильотиной» и заставил Салмона сдаться.
После двух поражений подряд Шон Салмон покинул UFC, но при этом продолжил регулярно драться в различных менее престижных промоушенах, в том числе заграницей, в частности проводил бои в Канаде и Финляндии. В ноябре 2007 года провёл один поединок в крупной американской организации Strikeforce, где уже на 24 секунде был нокаутирован бразильцем Жоржи Сантиагу. Нокаут опять же оказался очень тяжёлым, и Атлетическая комиссия Калифорнии рассматривала вопрос о лишении его бойцовской лицензии. Тем не менее, в 2008 году Салмон вернулся в профессиональный спорт и с попеременным успехом продолжил выходить в клетку. В марте 2010 года на бойцовском фестивале в Хельсинки дрался с россиянином Александром Шлеменко, проиграл техническим нокаутом на 40 секунде первого раунда. Позже побывал в России, выступив на Кубке мэра в Хабаровске, за один вечер выиграл один бой и один бой проиграл.
Дальнейшая его карьера складывалась не очень удачно, он оставался действующим бойцом вплоть до 2013 года, но последние двенадцать поединков проиграл. Собирался провести прощальный бой, был включён в андеркард мартовского турнира Bellator, однако затем по неизвестным причинам его убрали из сетки турнира. Чуть позже он объявил о завершении профессиональной карьеры, объяснив это решение травмами и желанием больше времени проводить с семьёй.

## Статистика в профессиональном ММА
| Боёв 39  | Побед 18 | Поражений 21 |
| -------- | -------- | ------------ |
| Нокаутом | 5        | 10           |
| Сдачей   | 8        | 11           |
| Решением | 5        | 0            |

| Результат | Рекорд | Соперник           | Способ                    | Турнир                                           | Дата             | Раунд | Время | Место                | Примечание |
| --------- | ------ | ------------------ | ------------------------- | ------------------------------------------------ | ---------------- | ----- | ----- | -------------------- | ---------- |
| Поражение | 18–21  | Тодд Браун         | Сдача (удары руками)      | MFL 29                                           | 13 апреля 2013   | 1     | 2:02  | Саут-Бенд, США       |            |
| Поражение | 18–20  | Тедди Холдер       | TKO (удары руками)        | UCC: Undisputed Combat Challenge 6               | 17 ноября 2012   | 1     | 1:46  | Нашвилл, США         |            |
| Поражение | 18–19  | Аарон Мэйс         | TKO (удары руками)        | Coalition of Combat: Clash of the Titans         | 2 июня 2012      | 1     | 0:35  | Финикс, США          |            |
| Поражение | 18–18  | Жоан Зеферину      | Сдача (скручивание пятки) | NAFC: Unleashed                                  | 18 ноября 2011   | 1     | 0:25  | Милуоки, США         |            |
| Поражение | 18–17  | Энтони Ри          | TKO (удары руками)        | Desert Force: Elimination Series: Knockout Round | 30 сентября 2011 | 1     | 1:00  | Амман, Иордания      |            |
| Поражение | 18–16  | Лаверн Кларк       | KO (удары руками)         | Fight Tour                                       | 20 августа 2011  | 1     | 3:22  | Рокфорд, США         |            |
| Поражение | 18–15  | Джо Кейсон         | TKO (удары руками)        | NAFC: Mayhem                                     | 6 мая 2011       | 1     | 1:14  | Висконсин, США       |            |
| Поражение | 18–14  | Том Дебласс        | Сдача (замок ахилла)      | Ring of Combat 35                                | 8 апреля 2011    | 1     | 0:57  | Нью-Джерси, США      |            |
| Поражение | 18–13  | Ассан Ньйиэ        | TKO (удары руками)        | Superior Challenge 6                             | 29 октября 2010  | 1     | 0:41  | Стокгольм, Швеция    |            |
| Поражение | 18–12  | Тони Вальтонен     | TKO (удары руками)        | Fight Festival 28                                | 16 октября 2010  | 1     | 3:18  | Хельсинки, Финляндия |            |
| Поражение | 18–11  | Джереми Хорн       | Сдача (удушение сзади)    | IFC: Extreme Challenge                           | 10 июля 2010     | 1     | 1:57  | Маунт-Плезант, США   |            |
| Поражение | 18–10  | Эрик Себарак       | Сдача (гильотина)         | WAFC: Кубок мэра 2010                            | 29 мая 2010      | 1     | 0:25  | Хабаровск, Россия    |            |
| Победа    | 18–9   | Никита Хазов       | Единогласное решение      | WAFC: Кубок мэра 2010                            | 29 мая 2010      | 2     | 5:00  | Хабаровск, Россия    |            |
| Поражение | 17–9   | Александр Шлеменко | TKO (коленом в корпус)    | Fight Festival 27                                | 13 марта 2010    | 1     | 0:40  | Хельсинки, Финляндия |            |
| Победа    | 17–8   | Юки Сасаки         | Единогласное решение      | Fight Festival 26                                | 17 октября 2009  | 3     | 5:00  | Хельсинки, Финляндия |            |
| Поражение | 16–8   | Аллан Уикерт       | Сдача (рычаг локтя)       | NAAFS: Fight Nite in the Flats 5                 | 6 июня 2009      | 2     | 2:05  | Кливленд, США        |            |
| Победа    | 16–7   | Джон Дойл          | Единогласное решение      | Ring of Combat 24                                | 17 апреля 2009   | 3     | 5:00  | Атлантик-Сити, США   |            |
| Поражение | 15–7   | Лусио Линарес      | Сдача (удушение ссзади)   | Fight Festival 25                                | 14 марта 2009    | 1     | 2:07  | Хельсинки, Финляндия |            |
| Поражение | 15–6   | Джош Хейнс         | Сдача (замок ахилла)      | SuperFights MMA: Night of Combat 2               | 11 октября 2008  | 2     | 2:49  | Лас-Вегас, США       |            |
| Победа    | 15–5   | Митч Уайтсел       | TKO (удары руками)        | NAAFS: Night of Pain 4                           | 19 сентября 2008 | 2     | 2:08  | Колумбус, США        |            |
| Поражение | 14–5   | Жоржи Сантиагу     | KO (удар коленом)         | Strikeforce: Four Men Enter, One Man Survives    | 16 ноября 2007   | 1     | 0:24  | Сан-Хосе, США        |            |
| Победа    | 14–4   | Маркус Винишос     | TKO (травма)              | HCF: Title Wave                                  | 19 октября 2007  | 2     | 4:22  | Калгари, Канада      |            |
| Победа    | 13–4   | Микко Руппонен     | TKO (рассечение)          | Fight Festival 22                                | 22 сентября 2007 | 1     | 3:32  | Хельсинки, Финляндия |            |
| Победа    | 12–4   | Джейсон Джонс      | TKO (рассечение)          | NAAFS: Rock n Rumble                             | 8 сентября 2007  | 1     | 1:30  | Кливленд, США        |            |
| Поражение | 11–4   | Трэвис Виуфф       | Сдача (гильотини)         | IFO: Wiuff vs. Salmon                            | 1 сентября 2007  | 1     | 2:37  | Лас-Вегас, США       |            |
| Победа    | 11–3   | Уильям Хилл        | Решение судей             | XFO 19                                           | 11 августа 2007  | 3     | 5:00  | Айленд-Лейк, США     |            |
| Победа    | 10–3   | Джейсон Фримен     | Сдача (болевой)           | NAAFS: Fight Night in the Flats III              | 9 июня 2007      | 1     | 1:19  | Кливленд, США        |            |
| Поражение | 9–3    | Алан Белчер        | Сдача (гильотина)         | UFC 71                                           | 26 мая 2007      | 1     | 0:51  | Лас-Вегас, США       |            |
| Поражение | 9–2    | Рашад Эванс        | KO (ногой в голову)       | UFC Fight Night 8                                | 25 января 2007   | 2     | 1:06  | Холливуд, США        |            |
| Победа    | 9–1    | Мэтт Хершбергер    | Сдача (удары)             | Fightfest 8                                      | 20 октября 2006  | 1     | 0:51  | Кливленд, США        |            |
| Победа    | 8–1    | Бобби Мартинес     | Сдача (болевой)           | Legends of Fighting 9                            | 29 сентября 2006 | 1     | 1:19  | Индианаполис, США    |            |
| Победа    | 7–1    | Лукас Лопес        | Сдача (удары локтями)     | Fightfest 6                                      | 23 сентября 2006 | 2     | 2:44  | Корпус-Кристи, США   |            |
| Поражение | 6–1    | Дэвид Хит          | Сдача (рычаг локтя)       | FF 5: Korea vs USA                               | 15 июля 2006     | 1     | 0:50  | Мак-Аллен, США       |            |
| Победа    | 6–0    | Ханс Марерро       | Сдача (болевой)           | Diesel Fighting Championships 1                  | 30 июня 2006     | 1     | 1:04  | Даллас, США          |            |
| Победа    | 5–0    | Дэнни Шиэн         | TKO (удары руками)        | FFP: Untamed 5                                   | 16 июня 2006     | 1     | 1:42  | Мансфилд, США        |            |
| Победа    | 4–0    | Джим Бадди         | Сдача (рычаг локтя)       | Fightfest 3                                      | 6 мая 2006       | 1     | 1:27  | Янгстаун, США        |            |
| Победа    | 3–0    | Брайан Зандерс     | TKO (травма)              | KOTC: Redemption on the River                    | 17 февраля 2006  | 2     | 1:46  | Молин, США           |            |
| Победа    | 2–0    | Джерри Шпигель     | Решение судей             | KOTC 64: Raging Bull                             | 16 декабря 2005  | 3     | 5:00  | Кливленд, США        |            |
| Победа    | 1–0    | Роб Винс           | Сдача (болевой)           | HHCF 24: Thanksgiving Throwdown 2                | 26 ноября 2005   | 1     | N/A   | Колумбус, США        |            |